# Avian Diseases
Avian Diseases (Abkürzung Avian Dis.) ist eine vierteljährlich erscheinende tiermedizinische Fachzeitschrift unter Peer Review, die Originalarbeiten zur Ätiologie, Pathogenese, Diagnostik, Behandlung und Bekämpfung von Geflügelkrankheiten veröffentlicht. Auch Arbeiten zur Mikrobiologie, Immunologie, Pathologie und Epidemiologie von Geflügel werden akzeptiert. Publikationen zu wildlebenden Vögeln werden angenommen, wenn sie Krankheiten des Hausgeflügels tangieren.
Avian Diseases ist offizielles Organ der American Association of Avian Pathologists.
Der Impact Factor beträgt 1,6 und ist damit niedriger als der von Avian Pathology, der h-Index 92.